# Xenoophorus captivus
Xenoophorus captivus é uma espécie de peixe da família Goodeidae.
É endémica do México.